# Calastacus angulatus
Calastacus angulatus is een tienpotigensoort uit de familie van de Axiidae. De wetenschappelijke naam van de soort is voor het eerst geldig gepubliceerd in 1973 door Coelho.